# Carolyn Haines

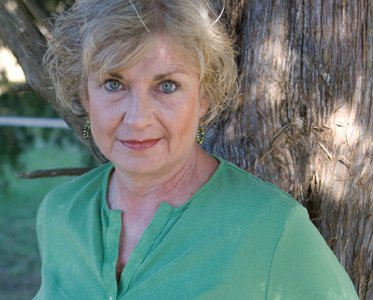
Carolyn Haines

Carolyn Haines (* 12. Mai 1953 in Hattiesburg, Mississippi) ist eine US-amerikanische Autorin.

## Biografie
Sie besuchte zunächst die High School in George County, die sie 1971 abschloss. 1974 absolvierte sie den Bachelor's Degree in Journalismus an der Universität von Süd-Mississippi, später noch ein Master's Degree in „Kreativem Schreiben“ an der Universität von Süd-Alabama.
Unter dem Pseudonym Caroline Burnes schrieb sie zunächst Romanzen. Ab 1993 veröffentlichte sie auch unter ihrem eigenen Namen.
1999 begann sie mit ihrer Bones-Serie um die Privat-Detektivin Sarah Booth Delaney.

## Sarah Booth Delaney
Mit der Schöpfung der Detektivin Sarah Booth Delaney orientierte sich Carolyn Haines an Vorbildern der amerikanischen Krimi- und Westernliteratur.
Die Titelheldin ist als verarmtes „Daddy's Girl“ in der Kleinstadt Zinnia nicht gut bei Kasse, trinkt Whiskey, hat ein Pferd und einen Hund. Sie wahrt ihre Unabhängigkeit gegenüber Männern, weswegen ihre Beziehungen zwar intensiv, aber flüchtig sind. Eine gewisse Verlorenheit ist ihr zudem zu eigen.
Mit ihrer Partnerin Tinkie Richmond und der Journalistin Cece, die einmal ein Mann war, klärt sie im Mississippi-Delta Kriminalfälle auf. Ihr Anwesen wird neben den genannten Tieren von dem Gespenst Jitty bewohnt, mit dem sie interessante Dialoge führt.

## Werke

### Als Caroline Burnes
- A Deadly Breed (Harlequin Intrigue Series # 86). 1988
- Measure Of Deceit. 1989
- Phantom Filly. 1989
- Fear Familiar. 1990
- The Jaguar's Eye. 1991
- Deadly Currents. 1992
- Fatal Ingredients. 1992
- Hoodwinked. 1993
- Too Familiar. 1993
- Thrice Familiar. 1994
- Shades of Familiar. 1994
- Familiar Remedy. 1994
- Flesh and Blood. 1994
- Cutting Edge. 1995
- Familiar Tale. 1995
- Bewitching Familiar. 1995
- A Christmas Kiss. 1996
- Midnight Prey. 1997
- Familiar Heart. 1997

### Als Carolyn Haines
- Summer Of Fear. 1993
- Summer Of the Redeemers. 1994 (Am Ende dieses Sommers)
- Touched.  1996 (Der Fluss des verlorenen Mondes)
- My Mother's Witness: The Peggy Morgan Story. 2003
- Judas Burning.  2005
- Penumbra. 2006 (Das Mädchen im Fluss)
- Revenant.  2007

#### Bones-Serie (Sarah-Booth-Delaney-Reihe)
- Them Bones. 1999 (Wer die Toten stört)
- Buried Bones.  2000 (Kein Friede seiner Asche)
- Splintered Bones.  2003 (Und führe uns in Versuchung)
- Crossed Bones.  2004 (Ein Jeglicher hat seine Sünde)
- Hallowed Bones.  2005 (Und leise tönt der Grabgesang)
- Bones to Pick.  2006 (Unselig sind die Friedfertigen)
- Ham Bones.  2007
- Wishbones.- 2008
- Greedy Bones.- 2009
- Bone Appetit.  2010
- Bones of Feather.  2011
- Bonefire of the Vanities.  2013
- Smarty Bones.  2013